# پرلسرویت
پرلسرویت (به آلمانی: Perlesreut) یک شهر در آلمان است که در بایرن واقع شده‌است.

## خصوصیات
پرلسرویت ۲۹٫۷۱ کیلومترمربع مساحت دارد ۳۸۰-۶۳۷ متر بالاتر از سطح دریا واقع شده‌است.